# Scrophularia sareptana
Scrophularia sareptana är en flenörtsväxtart som beskrevs av Kleop. och Ivanina. Scrophularia sareptana ingår i släktet flenörter, och familjen flenörtsväxter. Inga underarter finns listade i Catalogue of Life.